# 알란드로알

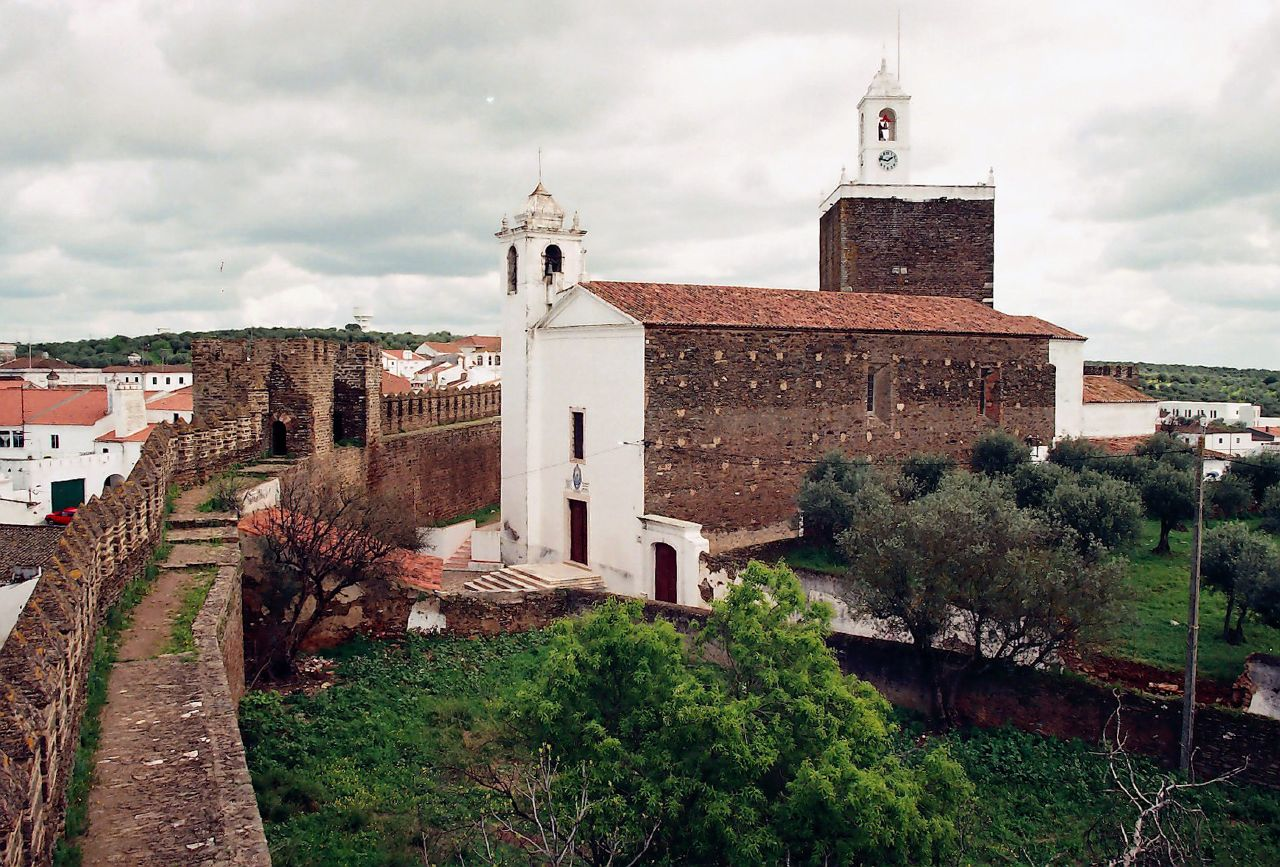

알란드로알(Alandroal)은 에보라 현의 도시이다. 도시 동쪽은 스페인과의 국경이다. 해발 341미터에 위치해 있으며, 전체 면적은 542.68km2이다.

## 역사
알란드로알의 성채는 1298년 완성되었다.

## 인구
| 연도 | 인구   | ±%      |
| ---- | ------ | ------- |
| 1801 | 1,541  | —       |
| 1849 | 4,651  | +201.8% |
| 1900 | 7,493  | +61.1%  |
| 1930 | 10,444 | +39.4%  |
| 1960 | 12,089 | +15.8%  |
| 1981 | 8,124  | −32.8%  |
| 1991 | 7,347  | −9.6%   |
| 2001 | 6,585  | −10.4%  |
| 2011 | 5,843  | −11.3%  |